# Lista di asteroidi (389001-390000)
Di seguito una lista di asteroidi dal numero 389001 al 390000 con data di scoperta e scopritore.

## 389001-389100
| Nome     | Designazione provvisoria | Data di scoperta  | Scopritore        |
| -------- | ------------------------ | ----------------- | ----------------- |
| 389001 - | 2008 UT144               | 23 ottobre 2008   | Spacewatch        |
| 389002 - | 2008 UH148               | 23 ottobre 2008   | Spacewatch        |
| 389003 - | 2008 UJ148               | 20 marzo 2007     | Spacewatch        |
| 389004 - | 2008 UT161               | 24 ottobre 2008   | Spacewatch        |
| 389005 - | 2008 UP168               | 24 ottobre 2008   | Spacewatch        |
| 389006 - | 2008 UZ168               | 24 ottobre 2008   | Spacewatch        |
| 389007 - | 2008 UM175               | 24 ottobre 2008   | Mt. Lemmon Survey |
| 389008 - | 2008 UL176               | 24 ottobre 2008   | Mt. Lemmon Survey |
| 389009 - | 2008 UQ177               | 9 ottobre 2008    | Spacewatch        |
| 389010 - | 2008 UG180               | 24 ottobre 2008   | Spacewatch        |
| 389011 - | 2008 UZ187               | 24 ottobre 2008   | Spacewatch        |
| 389012 - | 2008 UH191               | 25 ottobre 2008   | Mt. Lemmon Survey |
| 389013 - | 2008 UF204               | 22 ottobre 2008   | Spacewatch        |
| 389014 - | 2008 UL206               | 25 settembre 2008 | Spacewatch        |
| 389015 - | 2008 UN207               | 23 ottobre 2008   | Spacewatch        |
| 389016 - | 2008 UW215               | 24 ottobre 2008   | Spacewatch        |
| 389017 - | 2008 UG224               | 25 ottobre 2008   | Spacewatch        |
| 389018 - | 2008 UR225               | 25 ottobre 2008   | Mt. Lemmon Survey |
| 389019 - | 2008 UX225               | 25 ottobre 2008   | CSS               |
| 389020 - | 2008 UR227               | 21 ottobre 2008   | Spacewatch        |
| 389021 - | 2008 UC238               | 28 settembre 2008 | Mt. Lemmon Survey |
| 389022 - | 2008 UC239               | 26 ottobre 2008   | Mt. Lemmon Survey |
| 389023 - | 2008 UH255               | 27 ottobre 2008   | Spacewatch        |
| 389024 - | 2008 UK274               | 28 ottobre 2008   | Spacewatch        |
| 389025 - | 2008 UM282               | 28 ottobre 2008   | Spacewatch        |
| 389026 - | 2008 UP316               | 30 ottobre 2008   | Spacewatch        |
| 389027 - | 2008 UF318               | 31 ottobre 2008   | Mt. Lemmon Survey |
| 389028 - | 2008 UE319               | 24 settembre 2008 | Spacewatch        |
| 389029 - | 2008 UF322               | 8 ottobre 2008    | Mt. Lemmon Survey |
| 389030 - | 2008 UH322               | 31 ottobre 2008   | Mt. Lemmon Survey |
| 389031 - | 2008 UT323               | 31 ottobre 2008   | CSS               |
| 389032 - | 2008 UH325               | 31 ottobre 2008   | Spacewatch        |
| 389033 - | 2008 UN344               | 30 ottobre 2008   | Spacewatch        |
| 389034 - | 2008 UZ348               | 26 ottobre 2008   | Spacewatch        |
| 389035 - | 2008 UN354               | 27 ottobre 2008   | Mt. Lemmon Survey |
| 389036 - | 2008 UH355               | 21 ottobre 2008   | Mt. Lemmon Survey |
| 389037 - | 2008 UM355               | 24 ottobre 2008   | CSS               |
| 389038 - | 2008 US355               | 26 ottobre 2008   | Mt. Lemmon Survey |
| 389039 - | 2008 UU359               | 28 ottobre 2008   | Spacewatch        |
| 389040 - | 2008 UD360               | 29 ottobre 2008   | Spacewatch        |
| 389041 - | 2008 UE364               | 26 ottobre 2008   | CSS               |
| 389042 - | 2008 UD368               | 6 gennaio 2005    | CSS               |
| 389043 - | 2008 UA370               | 26 ottobre 2008   | Mt. Lemmon Survey |
| 389044 - | 2008 UA371               | 25 ottobre 2008   | Mt. Lemmon Survey |
| 389045 - | 2008 VO2                 | 2 novembre 2008   | LINEAR            |
| 389046 - | 2008 VW6                 | 1º novembre 2008  | Mt. Lemmon Survey |
| 389047 - | 2008 VY35                | 2 novembre 2008   | Spacewatch        |
| 389048 - | 2008 VY38                | 2 novembre 2008   | CSS               |
| 389049 - | 2008 VG42                | 3 novembre 2008   | Mt. Lemmon Survey |
| 389050 - | 2008 VL46                | 20 ottobre 2008   | Spacewatch        |
| 389051 - | 2008 VE47                | 3 novembre 2008   | Spacewatch        |
| 389052 - | 2008 VH51                | 4 novembre 2008   | Spacewatch        |
| 389053 - | 2008 VK51                | 4 novembre 2008   | Spacewatch        |
| 389054 - | 2008 VP52                | 29 settembre 2008 | Mt. Lemmon Survey |
| 389055 - | 2008 VS53                | 22 settembre 2008 | Mt. Lemmon Survey |
| 389056 - | 2008 VY63                | 8 novembre 2008   | Spacewatch        |
| 389057 - | 2008 VH64                | 3 novembre 2008   | Spacewatch        |
| 389058 - | 2008 VV66                | 6 novembre 2008   | Spacewatch        |
| 389059 - | 2008 VD72                | 6 novembre 2008   | Spacewatch        |
| 389060 - | 2008 VE79                | 1º novembre 2008  | LINEAR            |
| 389061 - | 2008 WJ                  | 18 novembre 2008  | Hug, G.           |
| 389062 - | 2008 WJ2                 | 19 novembre 2008  | Tozzi, F.         |
| 389063 - | 2008 WY8                 | 26 settembre 2008 | Spacewatch        |
| 389064 - | 2008 WJ30                | 19 novembre 2008  | Mt. Lemmon Survey |
| 389065 - | 2008 WT49                | 18 novembre 2008  | CSS               |
| 389066 - | 2008 WE50                | 18 novembre 2008  | CSS               |
| 389067 - | 2008 WG55                | 20 novembre 2008  | Spacewatch        |
| 389068 - | 2008 WE60                | 7 novembre 2008   | Mt. Lemmon Survey |
| 389069 - | 2008 WG63                | 20 novembre 2008  | LINEAR            |
| 389070 - | 2008 WE70                | 18 novembre 2008  | Spacewatch        |
| 389071 - | 2008 WC72                | 19 novembre 2008  | Spacewatch        |
| 389072 - | 2008 WN79                | 20 novembre 2008  | Spacewatch        |
| 389073 - | 2008 WG87                | 1º novembre 2008  | Mt. Lemmon Survey |
| 389074 - | 2008 WF102               | 10 ottobre 2008   | CSS               |
| 389075 - | 2008 WV111               | 21 novembre 2008  | Spacewatch        |
| 389076 - | 2008 WV113               | 30 novembre 2008  | Spacewatch        |
| 389077 - | 2008 WW115               | 30 novembre 2008  | Spacewatch        |
| 389078 - | 2008 WX118               | 30 novembre 2008  | Mt. Lemmon Survey |
| 389079 - | 2008 WL122               | 25 ottobre 2008   | CSS               |
| 389080 - | 2008 WZ124               | 19 novembre 2008  | Spacewatch        |
| 389081 - | 2008 WR130               | 30 novembre 2008  | Spacewatch        |
| 389082 - | 2008 WC133               | 28 novembre 2008  | OAM               |
| 389083 - | 2008 WY133               | 9 dicembre 2004   | Spacewatch        |
| 389084 - | 2008 WB137               | 18 dicembre 2004  | Mt. Lemmon Survey |
| 389085 - | 2008 WC138               | 30 novembre 2008  | LINEAR            |
| 389086 - | 2008 XS1                 | 2 dicembre 2008   | Jarnac            |
| 389087 - | 2008 XY4                 | 4 dicembre 2008   | LINEAR            |
| 389088 - | 2008 XG8                 | 28 ottobre 2008   | CSS               |
| 389089 - | 2008 XH21                | 1º dicembre 2008  | Spacewatch        |
| 389090 - | 2008 XX31                | 23 marzo 2006     | CSS               |
| 389091 - | 2008 XS32                | 2 dicembre 2008   | Spacewatch        |
| 389092 - | 2008 XM34                | 2 dicembre 2008   | Spacewatch        |
| 389093 - | 2008 XB38                | 24 novembre 2008  | Spacewatch        |
| 389094 - | 2008 XB40                | 24 ottobre 2003   | Spacewatch        |
| 389095 - | 2008 XT40                | 2 dicembre 2008   | Mt. Lemmon Survey |
| 389096 - | 2008 XB41                | 2 dicembre 2008   | Spacewatch        |
| 389097 - | 2008 XW46                | 6 dicembre 2008   | Mt. Lemmon Survey |
| 389098 - | 2008 XC48                | 4 dicembre 2008   | Mt. Lemmon Survey |
| 389099 - | 2008 XW52                | 3 dicembre 2008   | Mt. Lemmon Survey |
| 389100 - | 2008 YQ8                 | 25 dicembre 2008  | Lowe, A.          |

## 389101-389200
| Nome     | Designazione provvisoria | Data di scoperta  | Scopritore        |
| -------- | ------------------------ | ----------------- | ----------------- |
| 389101 - | 2008 YA11                | 20 dicembre 2008  | Mt. Lemmon Survey |
| 389102 - | 2008 YL11                | 20 dicembre 2008  | LUSS              |
| 389103 - | 2008 YZ13                | 20 dicembre 2008  | Mt. Lemmon Survey |
| 389104 - | 2008 YB14                | 17 novembre 2004  | CINEOS            |
| 389105 - | 2008 YC18                | 21 dicembre 2008  | Mt. Lemmon Survey |
| 389106 - | 2008 YE20                | 21 novembre 2008  | Mt. Lemmon Survey |
| 389107 - | 2008 YP35                | 22 dicembre 2008  | Spacewatch        |
| 389108 - | 2008 YN37                | 22 dicembre 2008  | Spacewatch        |
| 389109 - | 2008 YJ40                | 29 dicembre 2008  | Spacewatch        |
| 389110 - | 2008 YN57                | 5 dicembre 2008   | Mt. Lemmon Survey |
| 389111 - | 2008 YQ62                | 30 dicembre 2008  | Mt. Lemmon Survey |
| 389112 - | 2008 YG63                | 30 dicembre 2008  | Mt. Lemmon Survey |
| 389113 - | 2008 YT90                | 29 dicembre 2008  | Spacewatch        |
| 389114 - | 2008 YC92                | 29 dicembre 2008  | Spacewatch        |
| 389115 - | 2008 YP94                | 29 dicembre 2008  | Spacewatch        |
| 389116 - | 2008 YD96                | 29 dicembre 2008  | Spacewatch        |
| 389117 - | 2008 YE97                | 29 dicembre 2008  | Mt. Lemmon Survey |
| 389118 - | 2008 YW105               | 29 dicembre 2008  | Spacewatch        |
| 389119 - | 2008 YY107               | 24 novembre 2008  | Mt. Lemmon Survey |
| 389120 - | 2008 YD117               | 29 dicembre 2008  | Spacewatch        |
| 389121 - | 2008 YD118               | 29 dicembre 2008  | Mt. Lemmon Survey |
| 389122 - | 2008 YV119               | 30 dicembre 2008  | Spacewatch        |
| 389123 - | 2008 YM127               | 30 dicembre 2008  | Spacewatch        |
| 389124 - | 2008 YV127               | 30 dicembre 2008  | Spacewatch        |
| 389125 - | 2008 YN142               | 30 dicembre 2008  | Spacewatch        |
| 389126 - | 2008 YK143               | 22 dicembre 2008  | Mt. Lemmon Survey |
| 389127 - | 2008 YB148               | 31 dicembre 2008  | Mt. Lemmon Survey |
| 389128 - | 2008 YV150               | 22 dicembre 2008  | Spacewatch        |
| 389129 - | 2008 YB168               | 21 dicembre 2008  | CSS               |
| 389130 - | 2008 YW170               | 31 dicembre 2008  | Spacewatch        |
| 389131 - | 2009 AW1                 | 3 gennaio 2009    | Farra d'Isonzo    |
| 389132 - | 2009 AT23                | 22 dicembre 2008  | Spacewatch        |
| 389133 - | 2009 AP31                | 15 gennaio 2009   | Spacewatch        |
| 389134 - | 2009 AW32                | 13 settembre 2007 | Mt. Lemmon Survey |
| 389135 - | 2009 AH33                | 15 gennaio 2009   | Spacewatch        |
| 389136 - | 2009 AW35                | 31 dicembre 2008  | Mt. Lemmon Survey |
| 389137 - | 2009 AW37                | 2 gennaio 2009    | Spacewatch        |
| 389138 - | 2009 AE39                | 10 marzo 2005     | Mt. Lemmon Survey |
| 389139 - | 2009 AL43                | 15 gennaio 2009   | Spacewatch        |
| 389140 - | 2009 AE46                | 3 gennaio 2009    | Mt. Lemmon Survey |
| 389141 - | 2009 AF47                | 1º gennaio 2009   | Spacewatch        |
| 389142 - | 2009 AG50                | 1º gennaio 2009   | Spacewatch        |
| 389143 - | 2009 AB51                | 10 ottobre 2007   | CSS               |
| 389144 - | 2009 BY3                 | 3 gennaio 2009    | Mt. Lemmon Survey |
| 389145 - | 2009 BC6                 | 17 gennaio 2009   | LINEAR            |
| 389146 - | 2009 BO27                | 16 gennaio 2009   | Spacewatch        |
| 389147 - | 2009 BB30                | 16 gennaio 2009   | Spacewatch        |
| 389148 - | 2009 BC30                | 29 dicembre 2008  | Spacewatch        |
| 389149 - | 2009 BA31                | 16 gennaio 2009   | Spacewatch        |
| 389150 - | 2009 BW32                | 16 gennaio 2009   | Spacewatch        |
| 389151 - | 2009 BY33                | 2 gennaio 2009    | Mt. Lemmon Survey |
| 389152 - | 2009 BN37                | 30 dicembre 2008  | Mt. Lemmon Survey |
| 389153 - | 2009 BR37                | 16 gennaio 2009   | Spacewatch        |
| 389154 - | 2009 BL39                | 16 gennaio 2009   | Spacewatch        |
| 389155 - | 2009 BC40                | 16 gennaio 2009   | Spacewatch        |
| 389156 - | 2009 BA45                | 16 gennaio 2009   | Spacewatch        |
| 389157 - | 2009 BL47                | 16 gennaio 2009   | Spacewatch        |
| 389158 - | 2009 BX50                | 16 gennaio 2009   | Mt. Lemmon Survey |
| 389159 - | 2009 BH52                | 16 gennaio 2009   | Mt. Lemmon Survey |
| 389160 - | 2009 BU58                | 16 gennaio 2009   | Mt. Lemmon Survey |
| 389161 - | 2009 BG59                | 14 maggio 2005    | Spacewatch        |
| 389162 - | 2009 BS59                | 29 dicembre 2008  | Spacewatch        |
| 389163 - | 2009 BH63                | 20 gennaio 2009   | Spacewatch        |
| 389164 - | 2009 BL63                | 20 gennaio 2009   | Mt. Lemmon Survey |
| 389165 - | 2009 BT69                | 24 novembre 2008  | Mt. Lemmon Survey |
| 389166 - | 2009 BU88                | 25 gennaio 2009   | Spacewatch        |
| 389167 - | 2009 BN90                | 25 gennaio 2009   | Spacewatch        |
| 389168 - | 2009 BT92                | 25 gennaio 2009   | Spacewatch        |
| 389169 - | 2009 BE93                | 25 gennaio 2009   | Spacewatch        |
| 389170 - | 2009 BR98                | 26 gennaio 2009   | Spacewatch        |
| 389171 - | 2009 BB102               | 29 gennaio 2009   | Mt. Lemmon Survey |
| 389172 - | 2009 BS107               | 29 gennaio 2009   | Mt. Lemmon Survey |
| 389173 - | 2009 BV117               | 31 dicembre 2008  | Spacewatch        |
| 389174 - | 2009 BD121               | 31 gennaio 2009   | Spacewatch        |
| 389175 - | 2009 BK123               | 31 gennaio 2009   | Spacewatch        |
| 389176 - | 2009 BH124               | 31 gennaio 2009   | Spacewatch        |
| 389177 - | 2009 BE129               | 16 gennaio 2009   | Spacewatch        |
| 389178 - | 2009 BW129               | 31 gennaio 2009   | Spacewatch        |
| 389179 - | 2009 BL147               | 30 gennaio 2009   | Mt. Lemmon Survey |
| 389180 - | 2009 BP147               | 30 gennaio 2009   | Mt. Lemmon Survey |
| 389181 - | 2009 BU154               | 16 gennaio 2009   | Spacewatch        |
| 389182 - | 2009 BF159               | 31 gennaio 2009   | Spacewatch        |
| 389183 - | 2009 BS168               | 24 gennaio 2009   | Cerro Burek       |
| 389184 - | 2009 BS169               | 16 gennaio 2009   | Spacewatch        |
| 389185 - | 2009 BQ171               | 17 gennaio 2009   | Spacewatch        |
| 389186 - | 2009 BG173               | 20 gennaio 2009   | Spacewatch        |
| 389187 - | 2009 BH176               | 31 gennaio 2009   | Mt. Lemmon Survey |
| 389188 - | 2009 BO178               | 25 gennaio 2009   | CSS               |
| 389189 - | 2009 BR181               | 20 gennaio 2009   | Mt. Lemmon Survey |
| 389190 - | 2009 BW181               | 30 gennaio 2009   | Mt. Lemmon Survey |
| 389191 - | 2009 CS3                 | 1º gennaio 2009   | Mt. Lemmon Survey |
| 389192 - | 2009 CG15                | 3 febbraio 2009   | Spacewatch        |
| 389193 - | 2009 CO21                | 18 gennaio 2009   | Mt. Lemmon Survey |
| 389194 - | 2009 CS23                | 1º febbraio 2009  | Mt. Lemmon Survey |
| 389195 - | 2009 CH27                | 26 maggio 2006    | Mt. Lemmon Survey |
| 389196 - | 2009 CG29                | 1º febbraio 2009  | Spacewatch        |
| 389197 - | 2009 CM49                | 14 febbraio 2009  | Mt. Lemmon Survey |
| 389198 - | 2009 CM51                | 3 febbraio 2009   | Spacewatch        |
| 389199 - | 2009 CH54                | 14 febbraio 2009  | CSS               |
| 389200 - | 2009 CF58                | 3 febbraio 2009   | Mt. Lemmon Survey |

## 389201-389300
| Nome            | Designazione provvisoria | Data di scoperta  | Scopritore             |
| --------------- | ------------------------ | ----------------- | ---------------------- |
| 389201 -        | 2009 CQ59                | 4 dicembre 2007   | Mt. Lemmon Survey      |
| 389202 -        | 2009 CN62                | 5 febbraio 2009   | Mt. Lemmon Survey      |
| 389203 -        | 2009 CB63                | 4 febbraio 2009   | Mt. Lemmon Survey      |
| 389204 -        | 2009 DZ1                 | 16 febbraio 2009  | Kugel, F.              |
| 389205 -        | 2009 DV6                 | 17 febbraio 2009  | Spacewatch             |
| 389206 -        | 2009 DA14                | 16 febbraio 2009  | Spacewatch             |
| 389207 -        | 2009 DD22                | 10 ottobre 2007   | Mt. Lemmon Survey      |
| 389208 -        | 2009 DO24                | 21 febbraio 2009  | Spacewatch             |
| 389209 -        | 2009 DR27                | 22 febbraio 2009  | Hormuth, F.            |
| 389210 -        | 2009 DN32                | 21 aprile 2004    | Spacewatch             |
| 389211 -        | 2009 DU47                | 28 febbraio 2009  | LINEAR                 |
| 389212 -        | 2009 DP48                | 19 febbraio 2009  | Spacewatch             |
| 389213 -        | 2009 DR50                | 19 febbraio 2009  | Spacewatch             |
| 389214 -        | 2009 DL51                | 21 febbraio 2009  | Spacewatch             |
| 389215 -        | 2009 DZ67                | 21 febbraio 2009  | Mt. Lemmon Survey      |
| 389216 -        | 2009 DT81                | 24 febbraio 2009  | Spacewatch             |
| 389217 -        | 2009 DZ91                | 27 febbraio 2009  | Spacewatch             |
| 389218 -        | 2009 DE93                | 28 febbraio 2009  | Mt. Lemmon Survey      |
| 389219 -        | 2009 DY98                | 11 settembre 2001 | LONEOS                 |
| 389220 -        | 2009 DX116               | 27 febbraio 2009  | Spacewatch             |
| 389221 -        | 2009 DY118               | 27 febbraio 2009  | Spacewatch             |
| 389222 -        | 2009 DH121               | 9 novembre 2007   | Spacewatch             |
| 389223 -        | 2009 DL128               | 22 febbraio 2009  | Mt. Lemmon Survey      |
| 389224 -        | 2009 DF129               | 26 febbraio 2009  | Spacewatch             |
| 389225 -        | 2009 DA138               | 19 febbraio 2009  | Spacewatch             |
| 389226 -        | 2009 DC139               | 27 febbraio 2009  | Spacewatch             |
| 389227 -        | 2009 DY139               | 9 ottobre 2007    | Mt. Lemmon Survey      |
| 389228 -        | 2009 DB141               | 19 febbraio 2009  | Spacewatch             |
| 389229 -        | 2009 EN9                 | 1º marzo 2009     | Spacewatch             |
| 389230 -        | 2009 EL10                | 1º marzo 2009     | Spacewatch             |
| 389231 -        | 2009 EY12                | 3 marzo 2009      | CSS                    |
| 389232 -        | 2009 EL14                | 15 marzo 2009     | Spacewatch             |
| 389233 -        | 2009 EJ17                | 15 marzo 2009     | Spacewatch             |
| 389234 -        | 2009 ED21                | 15 marzo 2009     | OAM                    |
| 389235 -        | 2009 EJ21                | 3 marzo 2009      | Mt. Lemmon Survey      |
| 389236 -        | 2009 EA22                | 15 marzo 2009     | Mt. Lemmon Survey      |
| 389237 -        | 2009 ED22                | 2 marzo 2009      | Mt. Lemmon Survey      |
| 389238 -        | 2009 EO24                | 2 marzo 2009      | Spacewatch             |
| 389239 -        | 2009 FQ7                 | 16 marzo 2009     | Spacewatch             |
| 389240 -        | 2009 FF9                 | 16 marzo 2009     | Mt. Lemmon Survey      |
| 389241 -        | 2009 FJ12                | 18 marzo 2009     | Mt. Lemmon Survey      |
| 389242 -        | 2009 FW12                | 19 febbraio 2009  | Spacewatch             |
| 389243 -        | 2009 FQ21                | 20 febbraio 2009  | Spacewatch             |
| 389244 -        | 2009 FW27                | 19 dicembre 2007  | Mt. Lemmon Survey      |
| 389245 -        | 2009 FD31                | 24 marzo 2009     | LINEAR                 |
| 389246 -        | 2009 FR31                | 5 settembre 2002  | CINEOS                 |
| 389247 -        | 2009 FV33                | 19 marzo 2009     | Mt. Lemmon Survey      |
| 389248 -        | 2009 FV37                | 22 dicembre 2008  | Spacewatch             |
| 389249 -        | 2009 FA38                | 20 febbraio 2009  | Spacewatch             |
| 389250 -        | 2009 FO39                | 31 gennaio 2009   | Mt. Lemmon Survey      |
| 389251 -        | 2009 FP42                | 17 marzo 2009     | Spacewatch             |
| 389252 -        | 2009 FL45                | 18 marzo 2009     | CSS                    |
| 389253 -        | 2009 FB46                | 28 marzo 2009     | Mt. Lemmon Survey      |
| 389254 -        | 2009 FG47                | 28 marzo 2009     | Spacewatch             |
| 389255 -        | 2009 FK48                | 24 marzo 2009     | Mt. Lemmon Survey      |
| 389256 -        | 2009 FW49                | 27 marzo 2009     | Mt. Lemmon Survey      |
| 389257 -        | 2009 FY50                | 28 marzo 2009     | Spacewatch             |
| 389258 -        | 2009 FR54                | 29 marzo 2009     | Mt. Lemmon Survey      |
| 389259 -        | 2009 FG55                | 31 marzo 2009     | Spacewatch             |
| 389260 -        | 2009 FL61                | 16 marzo 2009     | Spacewatch             |
| 389261 -        | 2009 FN62                | 23 marzo 2009     | PMO NEO Survey Program |
| 389262 -        | 2009 FW62                | 15 settembre 2006 | Spacewatch             |
| 389263 -        | 2009 FR64                | 16 marzo 2009     | Spacewatch             |
| 389264 -        | 2009 FN66                | 21 marzo 2009     | Spacewatch             |
| 389265 -        | 2009 FS71                | 31 marzo 2009     | Spacewatch             |
| 389266 -        | 2009 FY71                | 16 marzo 2009     | Spacewatch             |
| 389267 -        | 2009 FZ73                | 29 marzo 2009     | Spacewatch             |
| 389268 -        | 2009 FE75                | 17 marzo 2009     | Spacewatch             |
| 389269 -        | 2009 GE4                 | 5 aprile 2009     | Spacewatch             |
| 389270 -        | 2009 GW4                 | 1º aprile 2009    | CSS                    |
| 389271 -        | 2009 HE3                 | 16 aprile 2009    | CSS                    |
| 389272 -        | 2009 HP4                 | 17 aprile 2009    | Spacewatch             |
| 389273 -        | 2009 HX6                 | 17 aprile 2009    | Spacewatch             |
| 389274 -        | 2009 HD14                | 16 marzo 2009     | Spacewatch             |
| 389275 -        | 2009 HJ18                | 18 aprile 2009    | Mt. Lemmon Survey      |
| 389276 -        | 2009 HC23                | 17 aprile 2009    | Spacewatch             |
| 389277 -        | 2009 HH29                | 19 aprile 2009    | Spacewatch             |
| 389278 -        | 2009 HD32                | 30 agosto 2005    | Spacewatch             |
| 389279 -        | 2009 HY45                | 22 aprile 2009    | OAM                    |
| 389280 -        | 2009 HQ46                | 20 aprile 2009    | Schwab, E., Kling, R.  |
| 389281 -        | 2009 HQ48                | 19 aprile 2009    | CSS                    |
| 389282 -        | 2009 HK50                | 21 aprile 2009    | Spacewatch             |
| 389283 -        | 2009 HY68                | 22 aprile 2009    | Mt. Lemmon Survey      |
| 389284 -        | 2009 HH72                | 26 aprile 2009    | Spacewatch             |
| 389285 -        | 2009 HY76                | 28 aprile 2009    | Mt. Lemmon Survey      |
| 389286 -        | 2009 HE84                | 27 aprile 2009    | CSS                    |
| 389287 -        | 2009 HR96                | 26 aprile 2009    | Spacewatch             |
| 389288 -        | 2009 HQ99                | 22 aprile 2009    | Mt. Lemmon Survey      |
| 389289 -        | 2009 JX2                 | 13 maggio 2009    | Mt. Lemmon Survey      |
| 389290 -        | 2009 JO5                 | 2 maggio 2009     | Siding Spring Survey   |
| 389291 -        | 2009 JC17                | 13 maggio 2009    | Spacewatch             |
| 389292 -        | 2009 JL17                | 2 maggio 2009     | CSS                    |
| 389293 Hasubick | 2009 KH2                 | 19 maggio 2009    | Schwab, E.             |
| 389294 -        | 2009 KO12                | 25 maggio 2009    | Spacewatch             |
| 389295 -        | 2009 KM16                | 26 maggio 2009    | Spacewatch             |
| 389296 -        | 2009 KL22                | 31 maggio 2009    | OAM                    |
| 389297 -        | 2009 KH30                | 30 maggio 2009    | CSS                    |
| 389298 -        | 2009 LQ6                 | 14 giugno 2009    | CSS                    |
| 389299 -        | 2009 OX15                | 27 ottobre 2006   | CSS                    |
| 389300 -        | 2009 QE16                | 16 agosto 2009    | Spacewatch             |

## 389301-389400
| Nome     | Designazione provvisoria | Data di scoperta  | Scopritore        |
| -------- | ------------------------ | ----------------- | ----------------- |
| 389301 - | 2009 QH16                | 16 agosto 2009    | Spacewatch        |
| 389302 - | 2009 RV25                | 15 settembre 2009 | Spacewatch        |
| 389303 - | 2009 RZ30                | 14 settembre 2009 | Spacewatch        |
| 389304 - | 2009 RC44                | 4 aprile 2003     | Spacewatch        |
| 389305 - | 2009 RY49                | 15 settembre 2009 | Spacewatch        |
| 389306 - | 2009 RL53                | 15 settembre 2009 | Spacewatch        |
| 389307 - | 2009 RU63                | 15 settembre 2009 | Spacewatch        |
| 389308 - | 2009 SA10                | 16 settembre 2009 | Mt. Lemmon Survey |
| 389309 - | 2009 SK25                | 9 settembre 2008  | Mt. Lemmon Survey |
| 389310 - | 2009 SS32                | 16 settembre 2009 | Spacewatch        |
| 389311 - | 2009 SF36                | 16 settembre 2009 | Spacewatch        |
| 389312 - | 2009 SR70                | 17 settembre 2009 | Spacewatch        |
| 389313 - | 2009 SU76                | 17 settembre 2009 | Spacewatch        |
| 389314 - | 2009 SH114               | 18 settembre 2009 | Spacewatch        |
| 389315 - | 2009 SN115               | 18 settembre 2009 | Spacewatch        |
| 389316 - | 2009 SJ119               | 18 settembre 2009 | Spacewatch        |
| 389317 - | 2009 ST140               | 19 giugno 2007    | Spacewatch        |
| 389318 - | 2009 SV169               | 19 settembre 2009 | Mt. Lemmon Survey |
| 389319 - | 2009 SO188               | 21 settembre 2009 | Spacewatch        |
| 389320 - | 2009 SR197               | 18 settembre 2009 | Spacewatch        |
| 389321 - | 2009 SQ199               | 22 settembre 2009 | Spacewatch        |
| 389322 - | 2009 SQ203               | 22 settembre 2009 | Spacewatch        |
| 389323 - | 2009 SL218               | 24 settembre 2009 | Spacewatch        |
| 389324 - | 2009 SJ233               | 19 settembre 2009 | Spacewatch        |
| 389325 - | 2009 SW242               | 20 settembre 2009 | OAM               |
| 389326 - | 2009 SB244               | 6 settembre 2008  | Spacewatch        |
| 389327 - | 2009 SB248               | 30 luglio 2008    | Mt. Lemmon Survey |
| 389328 - | 2009 SU253               | 17 settembre 2009 | Spacewatch        |
| 389329 - | 2009 SP267               | 23 settembre 2009 | Mt. Lemmon Survey |
| 389330 - | 2009 SF272               | 16 settembre 2009 | Spacewatch        |
| 389331 - | 2009 SL281               | 25 settembre 2009 | Spacewatch        |
| 389332 - | 2009 SF283               | 25 settembre 2009 | Spacewatch        |
| 389333 - | 2009 SO290               | 17 settembre 2009 | Spacewatch        |
| 389334 - | 2009 SP295               | 27 settembre 2009 | Mt. Lemmon Survey |
| 389335 - | 2009 SN298               | 29 settembre 2009 | Spacewatch        |
| 389336 - | 2009 SN306               | 17 settembre 2009 | Spacewatch        |
| 389337 - | 2009 SQ318               | 20 settembre 2009 | Spacewatch        |
| 389338 - | 2009 SS322               | 18 agosto 2009    | Spacewatch        |
| 389339 - | 2009 SA349               | 19 settembre 2009 | Mt. Lemmon Survey |
| 389340 - | 2009 SQ351               | 16 settembre 2009 | Spacewatch        |
| 389341 - | 2009 SF355               | 25 settembre 2009 | Spacewatch        |
| 389342 - | 2009 TD29                | 5 settembre 2008  | Spacewatch        |
| 389343 - | 2009 TS31                | 14 aprile 2008    | Spacewatch        |
| 389344 - | 2009 TX40                | 14 ottobre 2009   | OAM               |
| 389345 - | 2009 UD5                 | 29 settembre 2009 | Spacewatch        |
| 389346 - | 2009 UW7                 | 16 ottobre 2009   | Mt. Lemmon Survey |
| 389347 - | 2009 UK11                | 28 settembre 2009 | Mt. Lemmon Survey |
| 389348 - | 2009 UA12                | 16 ottobre 2009   | Mt. Lemmon Survey |
| 389349 - | 2009 UW16                | 18 ottobre 2009   | OAM               |
| 389350 - | 2009 UL30                | 20 marzo 2001     | Spacewatch        |
| 389351 - | 2009 UL53                | 21 settembre 2009 | Mt. Lemmon Survey |
| 389352 - | 2009 UA58                | 23 ottobre 2009   | Mt. Lemmon Survey |
| 389353 - | 2009 UC60                | 23 settembre 2009 | Mt. Lemmon Survey |
| 389354 - | 2009 UW72                | 22 settembre 2009 | Mt. Lemmon Survey |
| 389355 - | 2009 UE80                | 3 settembre 2008  | Spacewatch        |
| 389356 - | 2009 UZ93                | 22 ottobre 2009   | CSS               |
| 389357 - | 2009 UZ101               | 24 ottobre 2009   | CSS               |
| 389358 - | 2009 UQ130               | 25 ottobre 2009   | Spacewatch        |
| 389359 - | 2009 UJ153               | 18 ottobre 2009   | Mt. Lemmon Survey |
| 389360 - | 2009 UD155               | 26 ottobre 2009   | Mt. Lemmon Survey |
| 389361 - | 2009 VS1                 | 10 novembre 2009  | CSS               |
| 389362 - | 2009 VG5                 | 8 novembre 2009   | Spacewatch        |
| 389363 - | 2009 VC8                 | 8 novembre 2009   | CSS               |
| 389364 - | 2009 VE28                | 8 novembre 2009   | CSS               |
| 389365 - | 2009 VG28                | 8 novembre 2009   | CSS               |
| 389366 - | 2009 VH28                | 8 novembre 2009   | CSS               |
| 389367 - | 2009 VE44                | 12 novembre 2009  | OAM               |
| 389368 - | 2009 VZ44                | 11 novembre 2009  | LINEAR            |
| 389369 - | 2009 VF52                | 10 novembre 2009  | Spacewatch        |
| 389370 - | 2009 VQ71                | 10 novembre 2009  | Spacewatch        |
| 389371 - | 2009 VH101               | 10 novembre 2009  | Spacewatch        |
| 389372 - | 2009 VS103               | 11 novembre 2009  | Mt. Lemmon Survey |
| 389373 - | 2009 VU113               | 8 novembre 2009   | Spacewatch        |
| 389374 - | 2009 WE2                 | 16 novembre 2009  | Mt. Lemmon Survey |
| 389375 - | 2009 WD24                | 18 novembre 2009  | LINEAR            |
| 389376 - | 2009 WX28                | 16 novembre 2009  | Spacewatch        |
| 389377 - | 2009 WZ39                | 17 novembre 2009  | Spacewatch        |
| 389378 - | 2009 WB45                | 18 novembre 2009  | Spacewatch        |
| 389379 - | 2009 WZ46                | 18 novembre 2009  | Mt. Lemmon Survey |
| 389380 - | 2009 WP64                | 16 novembre 2009  | Mt. Lemmon Survey |
| 389381 - | 2009 WB87                | 28 novembre 2005  | Spacewatch        |
| 389382 - | 2009 WW88                | 19 novembre 2009  | Spacewatch        |
| 389383 - | 2009 WO130               | 20 novembre 2009  | Mt. Lemmon Survey |
| 389384 - | 2009 WZ145               | 19 novembre 2009  | Spacewatch        |
| 389385 - | 2009 WY157               | 20 novembre 2009  | Mt. Lemmon Survey |
| 389386 - | 2009 WB164               | 21 novembre 2009  | Spacewatch        |
| 389387 - | 2009 WQ177               | 22 settembre 2009 | Mt. Lemmon Survey |
| 389388 - | 2009 WH183               | 23 novembre 2009  | Spacewatch        |
| 389389 - | 2009 WG220               | 16 novembre 2009  | Mt. Lemmon Survey |
| 389390 - | 2009 WX253               | 17 novembre 2009  | Spacewatch        |
| 389391 - | 2009 WM255               | 19 novembre 2009  | Mt. Lemmon Survey |
| 389392 - | 2009 WY255               | 20 novembre 2009  | Mt. Lemmon Survey |
| 389393 - | 2009 WQ261               | 16 novembre 2009  | LINEAR            |
| 389394 - | 2009 XS1                 | 27 febbraio 2007  | Spacewatch        |
| 389395 - | 2009 XA3                 | 8 dicembre 2009   | OAM               |
| 389396 - | 2009 XZ7                 | 15 dicembre 2009  | Mayhill           |
| 389397 - | 2009 XN8                 | 11 dicembre 2009  | Kugel, F.         |
| 389398 - | 2009 XX15                | 15 dicembre 2009  | Mt. Lemmon Survey |
| 389399 - | 2009 XQ17                | 15 dicembre 2009  | Mt. Lemmon Survey |
| 389400 - | 2009 XP18                | 15 dicembre 2009  | Mt. Lemmon Survey |

## 389401-389500
| Nome                   | Designazione provvisoria | Data di scoperta  | Scopritore                  |
| ---------------------- | ------------------------ | ----------------- | --------------------------- |
| 389401 -               | 2009 XQ22                | 15 dicembre 2009  | Mt. Lemmon Survey           |
| 389402 -               | 2009 XB24                | 21 dicembre 2006  | Spacewatch                  |
| 389403 -               | 2009 YE25                | 25 dicembre 2009  | Spacewatch                  |
| 389404 -               | 2010 AM5                 | 4 gennaio 2010    | Spacewatch                  |
| 389405 -               | 2010 AM12                | 6 gennaio 2010    | CSS                         |
| 389406 -               | 2010 AY12                | 19 dicembre 2009  | Mt. Lemmon Survey           |
| 389407 -               | 2010 AT18                | 7 gennaio 2010    | Mt. Lemmon Survey           |
| 389408 -               | 2010 AT21                | 6 gennaio 2010    | Spacewatch                  |
| 389409 -               | 2010 AL24                | 21 novembre 2009  | Mt. Lemmon Survey           |
| 389410 -               | 2010 AC35                | 7 gennaio 2010    | Spacewatch                  |
| 389411 -               | 2010 AU39                | 30 luglio 2008    | Mt. Lemmon Survey           |
| 389412 -               | 2010 AH55                | 8 gennaio 2010    | Spacewatch                  |
| 389413 -               | 2010 AM56                | 8 dicembre 2005   | Spacewatch                  |
| 389414 -               | 2010 AP66                | 25 febbraio 2006  | Spacewatch                  |
| 389415 -               | 2010 AA136               | 15 gennaio 2010   | WISE                        |
| 389416 -               | 2010 BY                  | 17 gennaio 2010   | BATTeRS                     |
| 389417 -               | 2010 BO34                | 18 gennaio 2010   | WISE                        |
| 389418 -               | 2010 BR61                | 17 giugno 2005    | Mt. Lemmon Survey           |
| 389419 -               | 2010 BD68                | 22 gennaio 2010   | WISE                        |
| 389420 -               | 2010 BU88                | 5 marzo 1997      | Spacewatch                  |
| 389421 -               | 2010 BP127               | 1º giugno 1997    | Spacewatch                  |
| 389422 -               | 2010 CR3                 | 5 ottobre 2004    | Spacewatch                  |
| 389423 -               | 2010 CJ7                 | 6 febbraio 2010   | WISE                        |
| 389424 -               | 2010 CZ8                 | 8 febbraio 2010   | WISE                        |
| 389425 -               | 2010 CZ11                | 6 febbraio 2010   | Lowe, A.                    |
| 389426 -               | 2010 CK17                | 11 febbraio 2010  | WISE                        |
| 389427 -               | 2010 CQ20                | 9 febbraio 2010   | Spacewatch                  |
| 389428 -               | 2010 CF23                | 9 giugno 2007     | Spacewatch                  |
| 389429 -               | 2010 CK29                | 9 febbraio 2010   | Spacewatch                  |
| 389430 -               | 2010 CW30                | 6 gennaio 2010    | Spacewatch                  |
| 389431 -               | 2010 CO36                | 27 ottobre 2005   | Spacewatch                  |
| 389432 -               | 2010 CB42                | 6 febbraio 2010   | Mt. Lemmon Survey           |
| 389433 -               | 2010 CG54                | 14 febbraio 2010  | WISE                        |
| 389434 -               | 2010 CX63                | 12 gennaio 2010   | Mt. Lemmon Survey           |
| 389435 -               | 2010 CH73                | 11 gennaio 2010   | Spacewatch                  |
| 389436 -               | 2010 CW75                | 15 gennaio 2010   | Mt. Lemmon Survey           |
| 389437 -               | 2010 CH81                | 13 febbraio 2010  | Mt. Lemmon Survey           |
| 389438 -               | 2010 CF94                | 6 febbraio 2006   | Mt. Lemmon Survey           |
| 389439 -               | 2010 CQ94                | 14 febbraio 2010  | Spacewatch                  |
| 389440 -               | 2010 CM101               | 27 gennaio 2006   | Mt. Lemmon Survey           |
| 389441 -               | 2010 CK102               | 14 febbraio 2010  | Mt. Lemmon Survey           |
| 389442 -               | 2010 CF138               | 9 febbraio 2010   | Spacewatch                  |
| 389443 -               | 2010 CV144               | 7 giugno 2003     | Spacewatch                  |
| 389444 -               | 2010 CP152               | 14 febbraio 2010  | Spacewatch                  |
| 389445 -               | 2010 CR177               | 10 febbraio 2010  | Spacewatch                  |
| 389446 -               | 2010 CL178               | 25 aprile 2006    | Spacewatch                  |
| 389447 -               | 2010 CL181               | 14 febbraio 2010  | Pan-STARRS1                 |
| 389448 -               | 2010 CJ182               | 14 febbraio 2010  | Pan-STARRS1                 |
| 389449 -               | 2010 CG183               | 13 febbraio 2010  | Spacewatch                  |
| 389450 -               | 2010 CP185               | 23 settembre 2008 | Mt. Lemmon Survey           |
| 389451 -               | 2010 CU196               | 31 gennaio 2009   | Mt. Lemmon Survey           |
| 389452 -               | 2010 CA228               | 9 febbraio 2010   | WISE                        |
| 389453 -               | 2010 DW4                 | 16 febbraio 2010  | Mt. Lemmon Survey           |
| 389454 -               | 2010 DX8                 | 16 febbraio 2010  | Spacewatch                  |
| 389455 -               | 2010 DQ18                | 16 febbraio 2010  | WISE                        |
| 389456 -               | 2010 DT21                | 19 novembre 2009  | Mt. Lemmon Survey           |
| 389457 -               | 2010 DX39                | 16 febbraio 2010  | CSS                         |
| 389458 -               | 2010 DZ41                | 17 ottobre 2008   | Spacewatch                  |
| 389459 -               | 2010 DL45                | 17 febbraio 2010  | Spacewatch                  |
| 389460 -               | 2010 DL46                | 7 gennaio 2006    | Spacewatch                  |
| 389461 -               | 2010 DY63                | 26 febbraio 2010  | WISE                        |
| 389462 -               | 2010 DM76                | 28 aprile 2003    | Spacewatch                  |
| 389463 -               | 2010 DZ76                | 22 ottobre 2003   | Spacewatch                  |
| 389464 -               | 2010 EY31                | 4 marzo 2010      | Spacewatch                  |
| 389465 -               | 2010 EY39                | 11 marzo 2010     | OAM                         |
| 389466 -               | 2010 ED41                | 4 marzo 2010      | Spacewatch                  |
| 389467 -               | 2010 EU42                | 9 marzo 2010      | OAM                         |
| 389468 -               | 2010 ER44                | 12 marzo 2010     | Calvin College              |
| 389469 -               | 2010 EG45                | 15 febbraio 2010  | CSS                         |
| 389470 Jan             | 2010 ER45                | 15 marzo 2010     | SM Montmagastrell           |
| 389471 -               | 2010 ES45                | 15 marzo 2010     | Kugel, F.                   |
| 389472 -               | 2010 EL66                | 10 marzo 2010     | Cernis, K., Zdanavicius, J. |
| 389473 -               | 2010 EK69                | 13 marzo 2010     | Spacewatch                  |
| 389474 -               | 2010 ET70                | 12 marzo 2010     | Spacewatch                  |
| 389475 -               | 2010 EQ81                | 12 marzo 2010     | Spacewatch                  |
| 389476 -               | 2010 EL82                | 12 marzo 2010     | Mt. Lemmon Survey           |
| 389477 -               | 2010 EL87                | 13 marzo 2010     | Spacewatch                  |
| 389478 Rivera-Valentín | 2010 ER87                | 21 gennaio 2010   | WISE                        |
| 389479 -               | 2010 EO89                | 18 aprile 2002    | Spacewatch                  |
| 389480 -               | 2010 EA99                | 9 maggio 2006     | Mt. Lemmon Survey           |
| 389481 -               | 2010 EA100               | 14 marzo 2010     | Spacewatch                  |
| 389482 -               | 2010 EB107               | 12 marzo 2010     | Spacewatch                  |
| 389483 -               | 2010 EB110               | 4 marzo 2010      | Spacewatch                  |
| 389484 -               | 2010 EF110               | 4 marzo 2010      | Spacewatch                  |
| 389485 -               | 2010 EW127               | 14 marzo 2010     | CSS                         |
| 389486 -               | 2010 ED130               | 13 marzo 2010     | Spacewatch                  |
| 389487 -               | 2010 EL131               | 15 settembre 2007 | Spacewatch                  |
| 389488 -               | 2010 EN131               | 15 marzo 2010     | Spacewatch                  |
| 389489 -               | 2010 EV139               | 12 marzo 2010     | Spacewatch                  |
| 389490 -               | 2010 EC172               | 27 febbraio 2006  | Mt. Lemmon Survey           |
| 389491 -               | 2010 FX1                 | 21 aprile 2006    | Spacewatch                  |
| 389492 -               | 2010 FW3                 | 16 marzo 2010     | Mt. Lemmon Survey           |
| 389493 -               | 2010 FR5                 | 14 marzo 2010     | Spacewatch                  |
| 389494 -               | 2010 FJ6                 | 16 agosto 2007    | PMO NEO Survey Program      |
| 389495 -               | 2010 FX16                | 18 marzo 2010     | Spacewatch                  |
| 389496 -               | 2010 FP17                | 25 dicembre 2005  | Mt. Lemmon Survey           |
| 389497 -               | 2010 FG22                | 14 febbraio 2010  | Spacewatch                  |
| 389498 -               | 2010 FW25                | 18 settembre 2003 | Spacewatch                  |
| 389499 -               | 2010 FG30                | 18 marzo 2010     | Spacewatch                  |
| 389500 -               | 2010 FU84                | 18 marzo 2010     | Mt. Lemmon Survey           |

## 389501-389600
| Nome     | Designazione provvisoria | Data di scoperta  | Scopritore           |
| -------- | ------------------------ | ----------------- | -------------------- |
| 389501 - | 2010 FJ87                | 16 marzo 2010     | Mt. Lemmon Survey    |
| 389502 - | 2010 FL88                | 25 marzo 2010     | Mt. Lemmon Survey    |
| 389503 - | 2010 FW92                | 16 marzo 2010     | CSS                  |
| 389504 - | 2010 FJ101               | 26 marzo 2010     | Spacewatch           |
| 389505 - | 2010 GG6                 | 4 aprile 2010     | Spacewatch           |
| 389506 - | 2010 GN25                | 8 aprile 2010     | Lowe, A.             |
| 389507 - | 2010 GO27                | 5 aprile 2010     | Spacewatch           |
| 389508 - | 2010 GY101               | 5 aprile 2010     | Spacewatch           |
| 389509 - | 2010 GM107               | 27 settembre 2003 | Spacewatch           |
| 389510 - | 2010 GP110               | 1º ottobre 2003   | Spacewatch           |
| 389511 - | 2010 GO113               | 10 aprile 2010    | Spacewatch           |
| 389512 - | 2010 GE120               | 11 aprile 2010    | Spacewatch           |
| 389513 - | 2010 GO121               | 6 aprile 2010     | Spacewatch           |
| 389514 - | 2010 GZ132               | 16 febbraio 2010  | Mt. Lemmon Survey    |
| 389515 - | 2010 GK136               | 5 aprile 2010     | CSS                  |
| 389516 - | 2010 GY139               | 25 ottobre 2008   | Spacewatch           |
| 389517 - | 2010 GH141               | 17 marzo 2010     | Siding Spring Survey |
| 389518 - | 2010 GX144               | 2 ottobre 2003    | Spacewatch           |
| 389519 - | 2010 GD146               | 7 aprile 2010     | Hug, G.              |
| 389520 - | 2010 GT157               | 11 aprile 2010    | Spacewatch           |
| 389521 - | 2010 GT158               | 15 aprile 2010    | CSS                  |
| 389522 - | 2010 GB161               | 6 aprile 2010     | Bickel, W.           |
| 389523 - | 2010 HW96                | 30 aprile 2010    | WISE                 |
| 389524 - | 2010 HR104               | 20 aprile 2010    | Spacewatch           |
| 389525 - | 2010 JU1                 | 3 maggio 2010     | Spacewatch           |
| 389526 - | 2010 JG29                | 9 ottobre 2007    | Spacewatch           |
| 389527 - | 2010 JF38                | 25 gennaio 2010   | WISE                 |
| 389528 - | 2010 JH40                | 21 marzo 2010     | Mt. Lemmon Survey    |
| 389529 - | 2010 JZ46                | 21 settembre 2003 | Spacewatch           |
| 389530 - | 2010 JC63                | 8 maggio 2010     | WISE                 |
| 389531 - | 2010 JP68                | 9 maggio 2010     | WISE                 |
| 389532 - | 2010 JK72                | 20 gennaio 2009   | Mt. Lemmon Survey    |
| 389533 - | 2010 JU75                | 5 maggio 2010     | CSS                  |
| 389534 - | 2010 JS77                | 31 gennaio 2010   | WISE                 |
| 389535 - | 2010 JJ80                | 2 aprile 2006     | Mt. Lemmon Survey    |
| 389536 - | 2010 JC149               | 1º dicembre 2008  | Spacewatch           |
| 389537 - | 2010 JE149               | 20 maggio 2005    | Mt. Lemmon Survey    |
| 389538 - | 2010 JW163               | 2 gennaio 2009    | Spacewatch           |
| 389539 - | 2010 KN38                | 4 maggio 2010     | Spacewatch           |
| 389540 - | 2010 KH66                | 24 maggio 2010    | WISE                 |
| 389541 - | 2010 KH110               | 29 maggio 2010    | WISE                 |
| 389542 - | 2010 KG117               | 21 maggio 2010    | Mt. Lemmon Survey    |
| 389543 - | 2010 LY36                | 6 giugno 2010     | WISE                 |
| 389544 - | 2010 LZ82                | 11 giugno 2010    | WISE                 |
| 389545 - | 2010 LL133               | 15 ottobre 2007   | Mt. Lemmon Survey    |
| 389546 - | 2010 MF87                | 23 febbraio 2007  | Spacewatch           |
| 389547 - | 2010 MH89                | 27 giugno 2010    | WISE                 |
| 389548 - | 2010 OY67                | 24 luglio 2010    | WISE                 |
| 389549 - | 2010 OD70                | 30 settembre 1999 | Spacewatch           |
| 389550 - | 2010 PB10                | 4 agosto 2010     | LINEAR               |
| 389551 - | 2010 PU19                | 29 aprile 2003    | Spacewatch           |
| 389552 - | 2010 RA81                | 29 settembre 1997 | Spacewatch           |
| 389553 - | 2010 RY113               | 7 settembre 2004  | LINEAR               |
| 389554 - | 2010 RK126               | 11 marzo 2007     | Spacewatch           |
| 389555 - | 2010 RY159               | 28 marzo 2008     | Mt. Lemmon Survey    |
| 389556 - | 2010 SD6                 | 16 settembre 2010 | Mt. Lemmon Survey    |
| 389557 - | 2010 UB12                | 27 luglio 2010    | WISE                 |
| 389558 - | 2010 UX25                | 17 settembre 2009 | Spacewatch           |
| 389559 - | 2010 UW33                | 27 agosto 2009    | Spacewatch           |
| 389560 - | 2010 UN93                | 18 settembre 2009 | Spacewatch           |
| 389561 - | 2010 UV97                | 16 ottobre 2009   | Mt. Lemmon Survey    |
| 389562 - | 2010 VR38                | 14 maggio 2005    | Mt. Lemmon Survey    |
| 389563 - | 2010 VO46                | 13 ottobre 2010   | Mt. Lemmon Survey    |
| 389564 - | 2010 VK47                | 16 ottobre 2009   | CSS                  |
| 389565 - | 2010 VR109               | 15 settembre 2009 | Spacewatch           |
| 389566 - | 2010 VN138               | 10 agosto 2010    | WISE                 |
| 389567 - | 2010 VQ141               | 6 novembre 2010   | Mt. Lemmon Survey    |
| 389568 - | 2010 VQ149               | 7 aprile 2003     | Spacewatch           |
| 389569 - | 2010 VG157               | 13 ottobre 2010   | Mt. Lemmon Survey    |
| 389570 - | 2010 VQ170               | 21 settembre 2009 | Spacewatch           |
| 389571 - | 2010 VZ202               | 27 settembre 1997 | Spacewatch           |
| 389572 - | 2010 WN4                 | 18 settembre 2009 | Spacewatch           |
| 389573 - | 2010 WN10                | 17 settembre 2009 | Spacewatch           |
| 389574 - | 2010 WF53                | 29 ottobre 2010   | Spacewatch           |
| 389575 - | 2010 XP41                | 16 ottobre 2009   | Mt. Lemmon Survey    |
| 389576 - | 2011 AF                  | 26 marzo 2008     | Spacewatch           |
| 389577 - | 2011 AV15                | 13 agosto 2004    | CINEOS               |
| 389578 - | 2011 AP73                | 1º febbraio 2010  | WISE                 |
| 389579 - | 2011 BM22                | 25 agosto 2001    | LONEOS               |
| 389580 - | 2011 CU2                 | 14 dicembre 2010  | Mt. Lemmon Survey    |
| 389581 - | 2011 DJ17                | 16 ottobre 2009   | CSS                  |
| 389582 - | 2011 DY40                | 18 ottobre 2006   | Spacewatch           |
| 389583 - | 2011 EP22                | 8 gennaio 2011    | Mt. Lemmon Survey    |
| 389584 - | 2011 EX71                | 2 marzo 2011      | Spacewatch           |
| 389585 - | 2011 FL16                | 10 giugno 2008    | Spacewatch           |
| 389586 - | 2011 FS28                | 25 febbraio 2011  | Mt. Lemmon Survey    |
| 389587 - | 2011 FR56                | 27 marzo 2011     | Spacewatch           |
| 389588 - | 2011 FH126               | 5 maggio 2008     | Mt. Lemmon Survey    |
| 389589 - | 2011 FG129               | 2 ottobre 1997    | ODAS                 |
| 389590 - | 2011 FQ141               | 26 marzo 2011     | Spacewatch           |
| 389591 - | 2011 FB154               | 10 novembre 2009  | Spacewatch           |
| 389592 - | 2011 GW16                | 16 settembre 2009 | Mt. Lemmon Survey    |
| 389593 - | 2011 GM17                | 8 febbraio 2007   | Mt. Lemmon Survey    |
| 389594 - | 2011 GL31                | 1º aprile 2011    | Spacewatch           |
| 389595 - | 2011 GT32                | 1º ottobre 2005   | Spacewatch           |
| 389596 - | 2011 GX51                | 11 marzo 2011     | Spacewatch           |
| 389597 - | 2011 GA70                | 13 aprile 2011    | Spacewatch           |
| 389598 - | 2011 GJ70                | 12 novembre 2005  | Spacewatch           |
| 389599 - | 2011 GH73                | 29 dicembre 2003  | Spacewatch           |
| 389600 - | 2011 GS74                | 4 aprile 2011     | Spacewatch           |

## 389601-389700
| Nome     | Designazione provvisoria | Data di scoperta  | Scopritore           |
| -------- | ------------------------ | ----------------- | -------------------- |
| 389601 - | 2011 GO80                | 2 aprile 2011     | Spacewatch           |
| 389602 - | 2011 GB84                | 31 agosto 2005    | Spacewatch           |
| 389603 - | 2011 HX5                 | 12 aprile 2011    | CSS                  |
| 389604 - | 2011 HG9                 | 7 maggio 2008     | Mt. Lemmon Survey    |
| 389605 - | 2011 HL14                | 1º marzo 2011     | Mt. Lemmon Survey    |
| 389606 - | 2011 HN21                | 11 maggio 1996    | Spacewatch           |
| 389607 - | 2011 HW21                | 25 ottobre 2005   | Spacewatch           |
| 389608 - | 2011 HU22                | 29 agosto 2005    | Spacewatch           |
| 389609 - | 2011 HF23                | 13 maggio 2004    | Spacewatch           |
| 389610 - | 2011 HZ24                | 27 aprile 2011    | Spacewatch           |
| 389611 - | 2011 HT30                | 15 marzo 2007     | Mt. Lemmon Survey    |
| 389612 - | 2011 HU33                | 13 aprile 2011    | Spacewatch           |
| 389613 - | 2011 HR42                | 6 aprile 2011     | Mt. Lemmon Survey    |
| 389614 - | 2011 HN44                | 21 novembre 2009  | Mt. Lemmon Survey    |
| 389615 - | 2011 HM49                | 2 giugno 2008     | Mt. Lemmon Survey    |
| 389616 - | 2011 HD58                | 24 aprile 2007    | Spacewatch           |
| 389617 - | 2011 HM74                | 14 marzo 2004     | Spacewatch           |
| 389618 - | 2011 HH75                | 29 aprile 2008    | Mt. Lemmon Survey    |
| 389619 - | 2011 HB79                | 27 gennaio 2007   | Mt. Lemmon Survey    |
| 389620 - | 2011 HN82                | 30 agosto 2005    | Spacewatch           |
| 389621 - | 2011 HT82                | 29 ottobre 1999   | Spacewatch           |
| 389622 - | 2011 HU90                | 2 aprile 2006     | Spacewatch           |
| 389623 - | 2011 HM91                | 23 ottobre 2008   | Spacewatch           |
| 389624 - | 2011 HS92                | 17 gennaio 2007   | Spacewatch           |
| 389625 - | 2011 JR4                 | 31 ottobre 2005   | Mt. Lemmon Survey    |
| 389626 - | 2011 JV25                | 27 aprile 2011    | Spacewatch           |
| 389627 - | 2011 JA28                | 12 maggio 2011    | Mt. Lemmon Survey    |
| 389628 - | 2011 JB28                | 30 ottobre 2005   | Spacewatch           |
| 389629 - | 2011 JV29                | 6 settembre 2008  | CSS                  |
| 389630 - | 2011 JX29                | 2 settembre 2008  | Spacewatch           |
| 389631 - | 2011 KR5                 | 21 novembre 2009  | Mt. Lemmon Survey    |
| 389632 - | 2011 KS7                 | 26 marzo 2006     | Spacewatch           |
| 389633 - | 2011 KT14                | 29 aprile 2011    | Mt. Lemmon Survey    |
| 389634 - | 2011 KA26                | 30 aprile 2011    | Mt. Lemmon Survey    |
| 389635 - | 2011 KQ29                | 28 agosto 1995    | Spacewatch           |
| 389636 - | 2011 KE31                | 25 ottobre 2005   | Spacewatch           |
| 389637 - | 2011 KU34                | 7 agosto 2008     | Spacewatch           |
| 389638 - | 2011 KX43                | 11 aprile 2011    | Mt. Lemmon Survey    |
| 389639 - | 2011 KH46                | 23 settembre 2005 | Spacewatch           |
| 389640 - | 2011 KX47                | 4 settembre 2008  | Spacewatch           |
| 389641 - | 2011 LM4                 | 29 luglio 2008    | Mt. Lemmon Survey    |
| 389642 - | 2011 LD5                 | 15 aprile 2007    | CSS                  |
| 389643 - | 2011 LN5                 | 27 dicembre 2006  | Mt. Lemmon Survey    |
| 389644 - | 2011 LC16                | 15 maggio 2004    | LINEAR               |
| 389645 - | 2011 LH19                | 28 settembre 2006 | CSS                  |
| 389646 - | 2011 MH                  | 3 giugno 2000     | Spacewatch           |
| 389647 - | 2011 MR4                 | 13 marzo 2010     | WISE                 |
| 389648 - | 2011 MS6                 | 10 febbraio 2007  | Mt. Lemmon Survey    |
| 389649 - | 2011 NW3                 | 6 aprile 2010     | CSS                  |
| 389650 - | 2011 OB3                 | 21 febbraio 2006  | Mt. Lemmon Survey    |
| 389651 - | 2011 OW13                | 16 ottobre 2006   | CSS                  |
| 389652 - | 2011 OK14                | 27 settembre 1998 | Spacewatch           |
| 389653 - | 2011 OT14                | 23 ottobre 2008   | Spacewatch           |
| 389654 - | 2011 OE27                | 28 settembre 2000 | Spacewatch           |
| 389655 - | 2011 OG28                | 6 marzo 2003      | LONEOS               |
| 389656 - | 2011 OZ39                | 10 giugno 2011    | Mt. Lemmon Survey    |
| 389657 - | 2011 OA40                | 14 settembre 2007 | Spacewatch           |
| 389658 - | 2011 OG46                | 15 marzo 2007     | CSS                  |
| 389659 - | 2011 OD50                | 8 ottobre 2007    | Spacewatch           |
| 389660 - | 2011 OE51                | 18 dicembre 2004  | Mt. Lemmon Survey    |
| 389661 - | 2011 OY52                | 21 giugno 2011    | Spacewatch           |
| 389662 - | 2011 OH56                | 27 ottobre 2008   | Spacewatch           |
| 389663 - | 2011 OT56                | 10 ottobre 2007   | Mt. Lemmon Survey    |
| 389664 - | 2011 OZ57                | 1º novembre 2008  | Mt. Lemmon Survey    |
| 389665 - | 2011 OA59                | 17 dicembre 2003  | Spacewatch           |
| 389666 - | 2011 PP2                 | 23 novembre 2008  | Spacewatch           |
| 389667 - | 2011 PR4                 | 28 novembre 2000  | Spacewatch           |
| 389668 - | 2011 PE8                 | 22 settembre 2003 | LONEOS               |
| 389669 - | 2011 PU8                 | 24 agosto 2007    | Spacewatch           |
| 389670 - | 2011 PF9                 | 19 novembre 2007  | Spacewatch           |
| 389671 - | 2011 PW9                 | 20 agosto 2003    | CINEOS               |
| 389672 - | 2011 PC11                | 31 gennaio 2009   | Mt. Lemmon Survey    |
| 389673 - | 2011 PC12                | 2 febbraio 2006   | Spacewatch           |
| 389674 - | 2011 PS13                | 23 gennaio 2006   | Spacewatch           |
| 389675 - | 2011 PZ13                | 5 ottobre 2007    | Spacewatch           |
| 389676 - | 2011 QV4                 | 17 febbraio 2010  | Spacewatch           |
| 389677 - | 2011 QT7                 | 9 maggio 2006     | Mt. Lemmon Survey    |
| 389678 - | 2011 QA9                 | 19 dicembre 2007  | Mt. Lemmon Survey    |
| 389679 - | 2011 QB9                 | 25 gennaio 2009   | Spacewatch           |
| 389680 - | 2011 QC16                | 15 settembre 2007 | LONEOS               |
| 389681 - | 2011 QA17                | 28 febbraio 2009  | Spacewatch           |
| 389682 - | 2011 QN17                | 8 marzo 2005      | Mt. Lemmon Survey    |
| 389683 - | 2011 QY20                | 11 ottobre 2006   | Spacewatch           |
| 389684 - | 2011 QJ26                | 3 marzo 2009      | Spacewatch           |
| 389685 - | 2011 QD28                | 23 gennaio 2006   | Spacewatch           |
| 389686 - | 2011 QR28                | 19 ottobre 2006   | CSS                  |
| 389687 - | 2011 QF29                | 18 dicembre 2007  | Mt. Lemmon Survey    |
| 389688 - | 2011 QW32                | 19 gennaio 2009   | Mt. Lemmon Survey    |
| 389689 - | 2011 QH34                | 3 novembre 2007   | Spacewatch           |
| 389690 - | 2011 QP38                | 23 agosto 2001    | Spacewatch           |
| 389691 - | 2011 QT39                | 19 aprile 2006    | Spacewatch           |
| 389692 - | 2011 QE40                | 7 aprile 1995     | Spacewatch           |
| 389693 - | 2011 QG44                | 8 ottobre 2007    | Mt. Lemmon Survey    |
| 389694 - | 2011 QD48                | 30 agosto 2011    | Siding Spring Survey |
| 389695 - | 2011 QJ49                | 31 marzo 2010     | WISE                 |
| 389696 - | 2011 QK52                | 20 febbraio 2009  | Spacewatch           |
| 389697 - | 2011 QY61                | 11 aprile 1996    | Spacewatch           |
| 389698 - | 2011 QK77                | 6 marzo 2006      | Spacewatch           |
| 389699 - | 2011 QZ77                | 19 novembre 2007  | Spacewatch           |
| 389700 - | 2011 QD78                | 6 marzo 2008      | Mt. Lemmon Survey    |

## 389701-389800
| Nome     | Designazione provvisoria | Data di scoperta  | Scopritore        |
| -------- | ------------------------ | ----------------- | ----------------- |
| 389701 - | 2011 QC79                | 20 giugno 2006    | Mt. Lemmon Survey |
| 389702 - | 2011 QA80                | 19 marzo 2010     | Mt. Lemmon Survey |
| 389703 - | 2011 QA88                | 24 settembre 2007 | Spacewatch        |
| 389704 - | 2011 QH90                | 3 febbraio 2009   | Spacewatch        |
| 389705 - | 2011 QC94                | 9 ottobre 2007    | Mt. Lemmon Survey |
| 389706 - | 2011 QB98                | 18 gennaio 2009   | Spacewatch        |
| 389707 - | 2011 RC2                 | 27 febbraio 2009  | Spacewatch        |
| 389708 - | 2011 RV6                 | 9 febbraio 2003   | Spacewatch        |
| 389709 - | 2011 RJ9                 | 2 ottobre 2006    | CSS               |
| 389710 - | 2011 RZ9                 | 15 febbraio 2010  | Mt. Lemmon Survey |
| 389711 - | 2011 RE17                | 17 giugno 2005    | Mt. Lemmon Survey |
| 389712 - | 2011 RF17                | 31 dicembre 2007  | Mt. Lemmon Survey |
| 389713 - | 2011 SW1                 | 25 gennaio 2009   | Spacewatch        |
| 389714 - | 2011 SH2                 | 19 agosto 2006    | Spacewatch        |
| 389715 - | 2011 SH10                | 22 dicembre 2008  | Spacewatch        |
| 389716 - | 2011 SU29                | 24 settembre 2000 | LONEOS            |
| 389717 - | 2011 SH30                | 1º ottobre 2003   | Spacewatch        |
| 389718 - | 2011 SD33                | 19 ottobre 2007   | CSS               |
| 389719 - | 2011 SP46                | 25 gennaio 2009   | Spacewatch        |
| 389720 - | 2011 ST47                | 17 settembre 2006 | Spacewatch        |
| 389721 - | 2011 SU47                | 6 giugno 2005     | Spacewatch        |
| 389722 - | 2011 SA52                | 13 settembre 2005 | CSS               |
| 389723 - | 2011 SB53                | 13 settembre 2005 | Spacewatch        |
| 389724 - | 2011 SG56                | 30 settembre 2005 | Spacewatch        |
| 389725 - | 2011 SJ58                | 7 novembre 2007   | Spacewatch        |
| 389726 - | 2011 SD62                | 7 aprile 2000     | Spacewatch        |
| 389727 - | 2011 SY81                | 30 gennaio 2009   | Mt. Lemmon Survey |
| 389728 - | 2011 SX83                | 10 dicembre 2004  | CINEOS            |
| 389729 - | 2011 SN90                | 26 marzo 2003     | Spacewatch        |
| 389730 - | 2011 SF93                | 17 ottobre 2003   | Spacewatch        |
| 389731 - | 2011 SL93                | 25 aprile 2003    | Spacewatch        |
| 389732 - | 2011 SP102               | 9 ottobre 2007    | Spacewatch        |
| 389733 - | 2011 SR108               | 11 marzo 2005     | Spacewatch        |
| 389734 - | 2011 SC109               | 3 marzo 2009      | Mt. Lemmon Survey |
| 389735 - | 2011 SU109               | 10 novembre 2006  | Spacewatch        |
| 389736 - | 2011 SG110               | 20 agosto 1995    | Spacewatch        |
| 389737 - | 2011 SK110               | 3 ottobre 2003    | Spacewatch        |
| 389738 - | 2011 SB111               | 16 settembre 2006 | CSS               |
| 389739 - | 2011 SD114               | 30 settembre 2006 | Mt. Lemmon Survey |
| 389740 - | 2011 ST117               | 2 febbraio 2009   | Spacewatch        |
| 389741 - | 2011 SF120               | 4 dicembre 2007   | Spacewatch        |
| 389742 - | 2011 SY124               | 8 ottobre 2007    | Spacewatch        |
| 389743 - | 2011 SE126               | 2 febbraio 2005   | Spacewatch        |
| 389744 - | 2011 SV132               | 30 settembre 2006 | Mt. Lemmon Survey |
| 389745 - | 2011 SX134               | 10 maggio 2006    | Mt. Lemmon Survey |
| 389746 - | 2011 SL137               | 17 settembre 2006 | Spacewatch        |
| 389747 - | 2011 SS143               | 28 settembre 2003 | Spacewatch        |
| 389748 - | 2011 SP144               | 2 ottobre 2006    | Mt. Lemmon Survey |
| 389749 - | 2011 SW154               | 27 settembre 2000 | Spacewatch        |
| 389750 - | 2011 SY154               | 22 febbraio 2009  | Spacewatch        |
| 389751 - | 2011 SW162               | 27 febbraio 2009  | Spacewatch        |
| 389752 - | 2011 SA163               | 18 gennaio 2008   | Spacewatch        |
| 389753 - | 2011 SM164               | 23 aprile 2010    | WISE              |
| 389754 - | 2011 SR174               | 31 gennaio 2006   | Spacewatch        |
| 389755 - | 2011 SO178               | 31 agosto 2005    | Spacewatch        |
| 389756 - | 2011 SW180               | 21 marzo 2009     | Spacewatch        |
| 389757 - | 2011 SM186               | 26 marzo 2003     | Spacewatch        |
| 389758 - | 2011 SS193               | 25 aprile 2000    | Spacewatch        |
| 389759 - | 2011 SH198               | 16 febbraio 2004  | Spacewatch        |
| 389760 - | 2011 SS198               | 17 settembre 2006 | Spacewatch        |
| 389761 - | 2011 SG199               | 9 gennaio 2005    | CSS               |
| 389762 - | 2011 SY202               | 18 febbraio 2010  | WISE              |
| 389763 - | 2011 SD212               | 11 novembre 1996  | Spacewatch        |
| 389764 - | 2011 SV214               | 1º ottobre 2000   | LINEAR            |
| 389765 - | 2011 SN215               | 8 settembre 2011  | Spacewatch        |
| 389766 - | 2011 SX215               | 3 marzo 2005      | Spacewatch        |
| 389767 - | 2011 SW216               | 20 febbraio 2009  | Spacewatch        |
| 389768 - | 2011 SX224               | 18 marzo 2001     | LINEAR            |
| 389769 - | 2011 SA230               | 11 luglio 2004    | LINEAR            |
| 389770 - | 2011 SN241               | 16 gennaio 2008   | Mt. Lemmon Survey |
| 389771 - | 2011 SY255               | 21 marzo 1998     | Spacewatch        |
| 389772 - | 2011 SP256               | 6 aprile 2005     | Spacewatch        |
| 389773 - | 2011 SN258               | 19 settembre 2000 | Spacewatch        |
| 389774 - | 2011 SU259               | 10 febbraio 2008  | Spacewatch        |
| 389775 - | 2011 SH264               | 12 settembre 1994 | Spacewatch        |
| 389776 - | 2011 SP269               | 20 settembre 1995 | Spacewatch        |
| 389777 - | 2011 SQ274               | 27 maggio 2004    | Spacewatch        |
| 389778 - | 2011 TW11                | 9 aprile 2003     | Spacewatch        |
| 389779 - | 2011 TF13                | 24 marzo 2003     | Spacewatch        |
| 389780 - | 2011 TP13                | 18 novembre 2006  | Spacewatch        |
| 389781 - | 2011 UU12                | 9 febbraio 2008   | Mt. Lemmon Survey |
| 389782 - | 2011 UA18                | 27 settembre 2005 | Spacewatch        |
| 389783 - | 2011 UG24                | 6 maggio 2010     | Mt. Lemmon Survey |
| 389784 - | 2011 UC29                | 15 giugno 2010    | WISE              |
| 389785 - | 2011 UV51                | 26 settembre 2005 | Spacewatch        |
| 389786 - | 2011 UW53                | 31 agosto 2005    | LONEOS            |
| 389787 - | 2011 UL69                | 17 marzo 2005     | Mt. Lemmon Survey |
| 389788 - | 2011 UN72                | 25 settembre 2005 | Spacewatch        |
| 389789 - | 2011 UC75                | 23 aprile 2009    | Spacewatch        |
| 389790 - | 2011 UY75                | 17 ottobre 2006   | Spacewatch        |
| 389791 - | 2011 UQ79                | 19 aprile 2009    | Mt. Lemmon Survey |
| 389792 - | 2011 UY79                | 7 settembre 2004  | Spacewatch        |
| 389793 - | 2011 UR92                | 2 novembre 2006   | Mt. Lemmon Survey |
| 389794 - | 2011 UX100               | 8 maggio 2005     | Mt. Lemmon Survey |
| 389795 - | 2011 UB117               | 20 novembre 2006  | Spacewatch        |
| 389796 - | 2011 US119               | 11 marzo 2005     | Spacewatch        |
| 389797 - | 2011 UB134               | 19 novembre 2007  | Mt. Lemmon Survey |
| 389798 - | 2011 UE141               | 23 ottobre 2011   | Mt. Lemmon Survey |
| 389799 - | 2011 UC144               | 29 settembre 2005 | Spacewatch        |
| 389800 - | 2011 UD152               | 17 marzo 2009     | Spacewatch        |

## 389801-389900
| Nome     | Designazione provvisoria | Data di scoperta  | Scopritore           |
| -------- | ------------------------ | ----------------- | -------------------- |
| 389801 - | 2011 UH190               | 20 novembre 2006  | Spacewatch           |
| 389802 - | 2011 UW221               | 15 maggio 2010    | WISE                 |
| 389803 - | 2011 UU285               | 5 novembre 2007   | Spacewatch           |
| 389804 - | 2011 UA298               | 19 marzo 2009     | Spacewatch           |
| 389805 - | 2011 UZ314               | 11 aprile 2010    | Spacewatch           |
| 389806 - | 2011 UE347               | 27 agosto 2005    | Spacewatch           |
| 389807 - | 2011 UD356               | 27 settembre 2006 | Spacewatch           |
| 389808 - | 2011 UT369               | 31 marzo 2005     | LONEOS               |
| 389809 - | 2011 UL395               | 19 marzo 2009     | Spacewatch           |
| 389810 - | 2011 UD404               | 31 ottobre 2011   | Mt. Lemmon Survey    |
| 389811 - | 2011 UA405               | 14 marzo 2004     | Spacewatch           |
| 389812 - | 2011 UL406               | 6 agosto 2005     | Siding Spring Survey |
| 389813 - | 2011 VB20                | 15 novembre 2006  | Spacewatch           |
| 389814 - | 2011 VV22                | 28 ottobre 2006   | Spacewatch           |
| 389815 - | 2011 VC23                | 1º ottobre 2000   | LINEAR               |
| 389816 - | 2011 WJ4                 | 28 aprile 2009    | Mt. Lemmon Survey    |
| 389817 - | 2011 WW37                | 24 marzo 2003     | Spacewatch           |
| 389818 - | 2011 WC47                | 26 aprile 2003    | Spacewatch           |
| 389819 - | 2011 WV47                | 5 febbraio 2009   | Spacewatch           |
| 389820 - | 2011 WU92                | 12 ottobre 2010   | Mt. Lemmon Survey    |
| 389821 - | 2011 WX149               | 30 agosto 2005    | Spacewatch           |
| 389822 - | 2011 XW1                 | 17 ottobre 2010   | Mt. Lemmon Survey    |
| 389823 - | 2011 YP24                | 25 dicembre 2011  | Spacewatch           |
| 389824 - | 2011 YH75                | 27 dicembre 2011  | Mt. Lemmon Survey    |
| 389825 - | 2012 AM1                 | 3 settembre 2008  | Spacewatch           |
| 389826 - | 2012 BU60                | 19 gennaio 2001   | Spacewatch           |
| 389827 - | 2012 BN96                | 7 settembre 2008  | Mt. Lemmon Survey    |
| 389828 - | 2012 BY117               | 11 aprile 2005    | Mt. Lemmon Survey    |
| 389829 - | 2012 DC5                 | 4 marzo 2005      | Mt. Lemmon Survey    |
| 389830 - | 2012 EY1                 | 28 gennaio 2003   | Spacewatch           |
| 389831 - | 2012 FN12                | 10 marzo 2007     | Spacewatch           |
| 389832 - | 2012 HG33                | 4 febbraio 2000   | Spacewatch           |
| 389833 - | 2012 JW5                 | 29 dicembre 2005  | CSS                  |
| 389834 - | 2012 JG46                | 7 dicembre 2005   | Spacewatch           |
| 389835 - | 2012 OG5                 | 21 ottobre 2009   | Mt. Lemmon Survey    |
| 389836 - | 2012 PQ4                 | 14 novembre 2007  | LINEAR               |
| 389837 - | 2012 PP23                | 27 gennaio 2007   | Spacewatch           |
| 389838 - | 2012 PY26                | 29 marzo 2008     | Spacewatch           |
| 389839 - | 2012 PU37                | 23 agosto 2004    | Spacewatch           |
| 389840 - | 2012 QV19                | 27 gennaio 2007   | Spacewatch           |
| 389841 - | 2012 QV25                | 30 settembre 2008 | CSS                  |
| 389842 - | 2012 QO30                | 1º ottobre 2008   | Mt. Lemmon Survey    |
| 389843 - | 2012 QP30                | 5 febbraio 2000   | Spacewatch           |
| 389844 - | 2012 QQ37                | 17 febbraio 2001  | Spacewatch           |
| 389845 - | 2012 QX51                | 23 settembre 2008 | Mt. Lemmon Survey    |
| 389846 - | 2012 RS3                 | 7 dicembre 2005   | Spacewatch           |
| 389847 - | 2012 RF5                 | 17 dicembre 2009  | Spacewatch           |
| 389848 - | 2012 RJ5                 | 20 marzo 2010     | Mt. Lemmon Survey    |
| 389849 - | 2012 RB7                 | 19 novembre 2001  | LINEAR               |
| 389850 - | 2012 RT15                | 12 novembre 2006  | Mt. Lemmon Survey    |
| 389851 - | 2012 RE18                | 24 ottobre 1998   | Spacewatch           |
| 389852 - | 2012 RY19                | 13 marzo 2010     | Mt. Lemmon Survey    |
| 389853 - | 2012 RS24                | 19 settembre 2001 | LINEAR               |
| 389854 - | 2012 RT24                | 12 gennaio 2010   | CSS                  |
| 389855 - | 2012 RG26                | 30 dicembre 2005  | Mt. Lemmon Survey    |
| 389856 - | 2012 RL28                | 18 novembre 2004  | Siding Spring Survey |
| 389857 - | 2012 RQ28                | 13 settembre 1998 | Spacewatch           |
| 389858 - | 2012 RC29                | 18 dicembre 2004  | Mt. Lemmon Survey    |
| 389859 - | 2012 RY33                | 28 settembre 2003 | Spacewatch           |
| 389860 - | 2012 RX34                | 24 ottobre 2008   | Spacewatch           |
| 389861 - | 2012 RT39                | 26 dicembre 2005  | Spacewatch           |
| 389862 - | 2012 RX39                | 11 novembre 2009  | Spacewatch           |
| 389863 - | 2012 RY40                | 2 ottobre 1999    | Spacewatch           |
| 389864 - | 2012 RF41                | 1º novembre 2008  | CSS                  |
| 389865 - | 2012 RJ42                | 23 novembre 2009  | Mt. Lemmon Survey    |
| 389866 - | 2012 RZ42                | 21 dicembre 2008  | CSS                  |
| 389867 - | 2012 SH3                 | 13 gennaio 2005   | CSS                  |
| 389868 - | 2012 ST3                 | 30 settembre 2003 | Spacewatch           |
| 389869 - | 2012 SY9                 | 9 agosto 2007     | Spacewatch           |
| 389870 - | 2012 SB10                | 21 ottobre 2007   | Mt. Lemmon Survey    |
| 389871 - | 2012 SW10                | 4 aprile 1995     | Spacewatch           |
| 389872 - | 2012 SH11                | 18 dicembre 2003  | Spacewatch           |
| 389873 - | 2012 SH12                | 29 luglio 2008    | Spacewatch           |
| 389874 - | 2012 SL18                | 27 ottobre 2008   | Spacewatch           |
| 389875 - | 2012 SM18                | 23 settembre 2001 | LINEAR               |
| 389876 - | 2012 SU18                | 28 settembre 1997 | Spacewatch           |
| 389877 - | 2012 SX25                | 20 novembre 2001  | LINEAR               |
| 389878 - | 2012 SA42                | 28 agosto 2005    | Spacewatch           |
| 389879 - | 2012 SC44                | 23 aprile 1998    | Spacewatch           |
| 389880 - | 2012 SJ45                | 3 ottobre 1999    | Spacewatch           |
| 389881 - | 2012 SR54                | 29 ottobre 2003   | Spacewatch           |
| 389882 - | 2012 SY55                | 27 ottobre 2008   | Mt. Lemmon Survey    |
| 389883 - | 2012 SL59                | 3 marzo 2009      | Spacewatch           |
| 389884 - | 2012 SA61                | 28 ottobre 2008   | Mt. Lemmon Survey    |
| 389885 - | 2012 SD61                | 26 settembre 1998 | LINEAR               |
| 389886 - | 2012 SS61                | 23 agosto 2001    | LONEOS               |
| 389887 - | 2012 SX64                | 2 ottobre 2003    | Spacewatch           |
| 389888 - | 2012 TG2                 | 23 ottobre 2009   | Mt. Lemmon Survey    |
| 389889 - | 2012 TL5                 | 25 marzo 2007     | Mt. Lemmon Survey    |
| 389890 - | 2012 TE7                 | 18 gennaio 2005   | CSS                  |
| 389891 - | 2012 TS8                 | 15 ottobre 1995   | Spacewatch           |
| 389892 - | 2012 TJ9                 | 30 dicembre 2008  | Spacewatch           |
| 389893 - | 2012 TL13                | 2 maggio 2006     | Mt. Lemmon Survey    |
| 389894 - | 2012 TZ13                | 14 ottobre 2001   | LINEAR               |
| 389895 - | 2012 TB14                | 1º marzo 2008     | Spacewatch           |
| 389896 - | 2012 TW17                | 20 febbraio 2009  | Spacewatch           |
| 389897 - | 2012 TD23                | 29 aprile 2008    | Spacewatch           |
| 389898 - | 2012 TM27                | 27 ottobre 2005   | Spacewatch           |
| 389899 - | 2012 TP27                | 13 aprile 2004    | Spacewatch           |
| 389900 - | 2012 TX27                | 13 aprile 2001    | Spacewatch           |

## 389901-390000
| Nome     | Designazione provvisoria | Data di scoperta  | Scopritore        |
| -------- | ------------------------ | ----------------- | ----------------- |
| 389901 - | 2012 TP32                | 9 novembre 2007   | Mt. Lemmon Survey |
| 389902 - | 2012 TA37                | 2 novembre 2007   | Mt. Lemmon Survey |
| 389903 - | 2012 TE38                | 7 agosto 2008     | Spacewatch        |
| 389904 - | 2012 TH40                | 14 novembre 2006  | Mt. Lemmon Survey |
| 389905 - | 2012 TC42                | 22 dicembre 2008  | Mt. Lemmon Survey |
| 389906 - | 2012 TL54                | 13 dicembre 2004  | Spacewatch        |
| 389907 - | 2012 TY54                | 21 ottobre 2008   | Spacewatch        |
| 389908 - | 2012 TO56                | 27 agosto 2006    | Spacewatch        |
| 389909 - | 2012 TZ56                | 8 marzo 2009      | Mt. Lemmon Survey |
| 389910 - | 2012 TP57                | 25 novembre 2005  | Mt. Lemmon Survey |
| 389911 - | 2012 TP58                | 10 marzo 2011     | Spacewatch        |
| 389912 - | 2012 TY65                | 6 ottobre 1999    | LINEAR            |
| 389913 - | 2012 TX69                | 31 luglio 2008    | Mt. Lemmon Survey |
| 389914 - | 2012 TH74                | 20 novembre 2001  | LINEAR            |
| 389915 - | 2012 TG87                | 23 marzo 2003     | Spacewatch        |
| 389916 - | 2012 TC88                | 23 ottobre 2003   | Spacewatch        |
| 389917 - | 2012 TH91                | 21 novembre 2009  | Mt. Lemmon Survey |
| 389918 - | 2012 TG93                | 23 gennaio 2006   | Spacewatch        |
| 389919 - | 2012 TO97                | 18 settembre 2003 | Spacewatch        |
| 389920 - | 2012 TT99                | 7 ottobre 1996    | Spacewatch        |
| 389921 - | 2012 TN102               | 26 dicembre 2005  | Spacewatch        |
| 389922 - | 2012 TO102               | 5 aprile 2010     | Spacewatch        |
| 389923 - | 2012 TX104               | 21 agosto 2006    | Spacewatch        |
| 389924 - | 2012 TT109               | 31 gennaio 2009   | Spacewatch        |
| 389925 - | 2012 TU118               | 20 marzo 2007     | LONEOS            |
| 389926 - | 2012 TJ125               | 1º gennaio 2009   | Spacewatch        |
| 389927 - | 2012 TD126               | 11 dicembre 2004  | CSS               |
| 389928 - | 2012 TH129               | 18 dicembre 1999  | Spacewatch        |
| 389929 - | 2012 TM129               | 21 ottobre 2008   | Spacewatch        |
| 389930 - | 2012 TS130               | 27 ottobre 2008   | Mt. Lemmon Survey |
| 389931 - | 2012 TB131               | 14 dicembre 2001  | LINEAR            |
| 389932 - | 2012 TO131               | 1º ottobre 1998   | Spacewatch        |
| 389933 - | 2012 TR131               | 8 ottobre 2012    | Spacewatch        |
| 389934 - | 2012 TA133               | 21 settembre 2003 | Spacewatch        |
| 389935 - | 2012 TX133               | 12 marzo 2010     | CSS               |
| 389936 - | 2012 TT134               | 18 novembre 2008  | Spacewatch        |
| 389937 - | 2012 TG136               | 23 ottobre 1995   | Spacewatch        |
| 389938 - | 2012 TC138               | 15 ottobre 1995   | Spacewatch        |
| 389939 - | 2012 TB145               | 25 aprile 2004    | Spacewatch        |
| 389940 - | 2012 TP149               | 28 dicembre 2005  | Spacewatch        |
| 389941 - | 2012 TJ150               | 16 settembre 2006 | Spacewatch        |
| 389942 - | 2012 TF151               | 17 dicembre 2003  | Spacewatch        |
| 389943 - | 2012 TC154               | 29 ottobre 2008   | Mt. Lemmon Survey |
| 389944 - | 2012 TV157               | 23 maggio 2006    | Spacewatch        |
| 389945 - | 2012 TR161               | 7 settembre 2008  | Mt. Lemmon Survey |
| 389946 - | 2012 TM163               | 23 marzo 2006     | Spacewatch        |
| 389947 - | 2012 TY163               | 22 ottobre 2008   | Spacewatch        |
| 389948 - | 2012 TQ166               | 28 settembre 2003 | Spacewatch        |
| 389949 - | 2012 TA167               | 2 ottobre 1997    | ODAS              |
| 389950 - | 2012 TH168               | 8 aprile 2010     | Spacewatch        |
| 389951 - | 2012 TM168               | 31 dicembre 2008  | Mt. Lemmon Survey |
| 389952 - | 2012 TV168               | 21 settembre 2001 | LINEAR            |
| 389953 - | 2012 TX168               | 26 gennaio 2007   | Spacewatch        |
| 389954 - | 2012 TW169               | 24 novembre 2008  | Mt. Lemmon Survey |
| 389955 - | 2012 TR178               | 19 ottobre 2003   | Spacewatch        |
| 389956 - | 2012 TD187               | 1º ottobre 2005   | Spacewatch        |
| 389957 - | 2012 TN188               | 25 ottobre 2008   | CSS               |
| 389958 - | 2012 TD189               | 21 novembre 2005  | Spacewatch        |
| 389959 - | 2012 TV189               | 5 dicembre 2007   | Spacewatch        |
| 389960 - | 2012 TS190               | 28 marzo 2011     | Spacewatch        |
| 389961 - | 2012 TU190               | 25 marzo 2003     | LONEOS            |
| 389962 - | 2012 TS196               | 3 ottobre 1999    | LINEAR            |
| 389963 - | 2012 TP199               | 12 ottobre 2007   | Mt. Lemmon Survey |
| 389964 - | 2012 TG200               | 28 febbraio 2009  | Spacewatch        |
| 389965 - | 2012 TN200               | 1º ottobre 2003   | Spacewatch        |
| 389966 - | 2012 TZ200               | 28 dicembre 2005  | CSS               |
| 389967 - | 2012 TQ213               | 11 settembre 2004 | Spacewatch        |
| 389968 - | 2012 TY213               | 7 settembre 2008  | Mt. Lemmon Survey |
| 389969 - | 2012 TJ214               | 24 marzo 2006     | Mt. Lemmon Survey |
| 389970 - | 2012 TU218               | 19 novembre 2007  | Spacewatch        |
| 389971 - | 2012 TF223               | 29 agosto 2006    | Spacewatch        |
| 389972 - | 2012 TF224               | 26 marzo 2008     | Mt. Lemmon Survey |
| 389973 - | 2012 TN224               | 6 settembre 2008  | Mt. Lemmon Survey |
| 389974 - | 2012 TO227               | 7 settembre 2008  | Mt. Lemmon Survey |
| 389975 - | 2012 TW234               | 5 dicembre 2002   | Spacewatch        |
| 389976 - | 2012 TP235               | 8 maggio 2005     | Mt. Lemmon Survey |
| 389977 - | 2012 TP237               | 27 settembre 2008 | Mt. Lemmon Survey |
| 389978 - | 2012 TD238               | 9 febbraio 2007   | Spacewatch        |
| 389979 - | 2012 TL252               | 2 dicembre 2005   | Spacewatch        |
| 389980 - | 2012 TQ254               | 17 settembre 2006 | Spacewatch        |
| 389981 - | 2012 TB255               | 20 settembre 2003 | CINEOS            |
| 389982 - | 2012 TL255               | 26 settembre 2006 | CSS               |
| 389983 - | 2012 TF256               | 2 ottobre 2003    | Spacewatch        |
| 389984 - | 2012 TM267               | 24 novembre 2003  | Spacewatch        |
| 389985 - | 2012 TF270               | 11 marzo 2011     | Spacewatch        |
| 389986 - | 2012 TT281               | 12 dicembre 2004  | Spacewatch        |
| 389987 - | 2012 TB287               | 2 novembre 2005   | Mt. Lemmon Survey |
| 389988 - | 2012 TV289               | 6 ottobre 1999    | LINEAR            |
| 389989 - | 2012 TZ289               | 6 aprile 2005     | Mt. Lemmon Survey |
| 389990 - | 2012 TF290               | 1º ottobre 1999   | CSS               |
| 389991 - | 2012 TP290               | 7 novembre 2007   | Spacewatch        |
| 389992 - | 2012 TA291               | 27 febbraio 2006  | Spacewatch        |
| 389993 - | 2012 TP291               | 21 aprile 2009    | Mt. Lemmon Survey |
| 389994 - | 2012 TC295               | 21 settembre 2003 | Spacewatch        |
| 389995 - | 2012 TF296               | 24 gennaio 1996   | Spacewatch        |
| 389996 - | 2012 TO296               | 21 marzo 2001     | Spacewatch        |
| 389997 - | 2012 TT296               | 24 agosto 2007    | Spacewatch        |
| 389998 - | 2012 TV297               | 19 aprile 2006    | Mt. Lemmon Survey |
| 389999 - | 2012 TP299               | 19 settembre 2001 | LINEAR            |
| 390000 - | 2012 TB300               | 13 settembre 2007 | Mt. Lemmon Survey |